# Ellharten
Ellharten ist ein Ortsteil der kreisfreien Stadt Kempten (Allgäu). Der Ort wurde 1818 der Ruralgemeinde Sankt Lorenz angeschlossen und kam am 1. Januar 1934 bzw. 1. Oktober 1934 wieder zu Kempten. Für Ellhareten gibt es keine Einwohnerzahlen, da der Ort in der Stadt Kempten aufgegangen ist. Der Ortsname geht auf einen Personennamen zurück.
1394 existierte ein Gut „ze der Tannen“ (an der Tanne), das von den Elhart erbaut wurde. 1451 wurde ein stiftkemptisches Lehensgut „ze der Tanun“, das die Elharten innehatten, verzeichnet. Der Ortsname geht auf ein Nadelgehölz zurück, zunehmend wurde Ellharten häufiger verwendet.
1923 lebten in dem ehemaligen Weiler sechs Einwohner.